# Medicina tropical
La medicina tropical es una rama interdisciplinar de la medicina que se ocupa de los problemas de salud que se producen de forma exclusiva, están más extendidos o son más difíciles de controlar en las regiones tropicales y subtropicales.
Los médicos de este campo diagnostican y tratan diversas enfermedades y dolencias. La mayoría de las infecciones que tratan son endémicas de los trópicos. Algunas de las más conocidas son el paludismo, el VIH/SIDA y la tuberculosis. Deben tener conocimientos sobre las 18 enfermedades tropicales desatendidas menos conocidas, entre las que se encuentran la enfermedad de Chagas, la rabia y el dengue. Las malas condiciones de vida en los países tropicales subdesarrollados han provocado un aumento del número de enfermedades no transmisibles. Estas enfermedades incluyen el cáncer y las enfermedades cardiovasculares, que en el pasado han sido más preocupantes en los países desarrollados. Los médicos formados en medicina tropical también deben estar preparados para diagnosticar y tratar estas enfermedades.
La formación de los médicos que se especializan en medicina tropical varía mucho en los distintos países. Deben estudiar epidemiología, virología, parasitología y estadística, además de la formación exigida a un médico ordinario. La investigación sobre las enfermedades tropicales y su tratamiento procede tanto de la investigación de campo como de los centros de investigación, incluidos los militares.
 Sir Patrick Manson es reconocido como el padre de la medicina tropical. Fundó la Escuela de Higiene y Medicina Tropical de Londres en 1899. Se le atribuye el descubrimiento del vector por el que la elefantiasis se transmitía a los humanos. Descubrió que se trataba de un gusano nematodo microscópico llamado filaria sanguinis hominis. Siguió estudiando este gusano y su ciclo vital y determinó que los gusanos sufrían una metamorfosis dentro de las hembras de los mosquitos culex fatigans. Así descubrió que los mosquitos son un vector de la elefantiasis. Tras este descubrimiento, colaboró con Ronald Ross para examinar la transmisión de la malaria a través del mosquito vector. Su trabajo con el descubrimiento de los vectores como modos de transmisión fue fundamental en la fundación de la medicina tropical y en nuestra comprensión actual de muchas enfermedades tropicales.

## Formación
La formación en medicina tropical es muy diferente según los países. La mayoría de los médicos se forman en institutos de medicina tropical o se incorporan a la formación de enfermedades infecciosas.

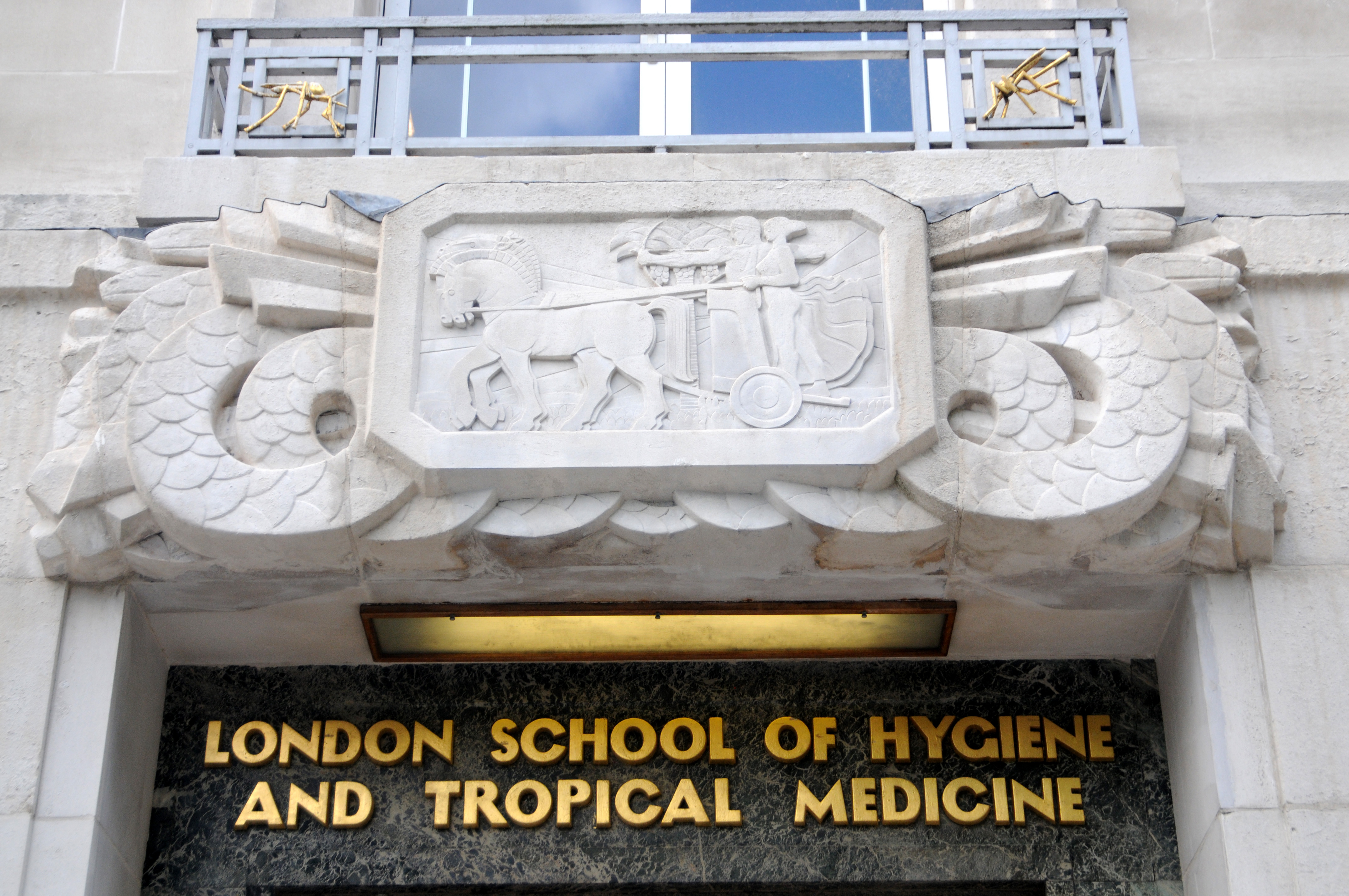
La Escuela de Higiene y Medicina Tropical de Londres, fundada por Sir Patrick Manson

En el Reino Unido, si un médico quiere especializarse en medicina tropical, primero debe formarse en medicina interna general y ser admitido en el Royal College of Physicians. Al mismo tiempo, debe estudiar la especialidad de enfermedades infecciosas mientras completa una carga lectiva a tiempo completo para recibir el Diploma de Medicina Tropical e Higiene. Sus estudios se llevan a cabo en las escuelas de medicina tropical de Londres o Liverpool. Además, deben pasar dos años en uno de los centros británicos autorizados para la medicina tropical (situados en Londres, Liverpool o Birmingham). Los médicos del Reino Unido que deseen certificarse en medicina tropical deben pasar al menos un año en el extranjero, en una zona carente de recursos. Sólo entonces podrán obtener la certificación en medicina tropical.
La formación de los médicos tropicales de Estados Unidos es similar, aunque no es una especialidad reconocida por la junta en Estados Unidos. Los médicos deben completar primero la facultad de medicina y un programa centrado en las enfermedades infecciosas. Una vez completado, los médicos pueden presentarse al examen de certificación de la Sociedad Americana de Medicina Tropical e Higiene para recibir el Certificado de Conocimientos en Medicina Tropical Clínica y Salud del Viajero.

## Enfoque interdisciplinario
La medicina tropical requiere un enfoque interdisciplinario, ya que las infecciones y enfermedades a las que se enfrenta la medicina tropical son amplias y únicas. La medicina tropical requiere investigación y asistencia de los campos de la epidemiología, la microbiología, la virología, la parasitología, la entomología y la logística. Los médicos de medicina tropical deben tener una capacidad de comunicación eficaz, ya que muchos de los pacientes con los que interactúan no hablan cómodamente el inglés. Deben dominar sus conocimientos clínicos y de diagnóstico, ya que a menudo carecen de herramientas de diagnóstico de alta tecnología cuando están sobre el terreno. Por ejemplo, en un intento de gestionar la enfermedad de Chagas que traen los inmigrantes bolivianos a São Paulo, que estaba casi libre de Chagas, se creó un equipo interdisciplinar. La población de inmigrantes bolivianos en la ciudad tenía una prevalencia de la enfermedad de Chagas del 4.4%, mientras que la transmisión de la enfermedad de Chagas en São Paulo ha estado bajo control desde la década de 1970. Esta afluencia de la enfermedad de Chagas hizo que se reuniera un equipo interdisciplinar, que probó la viabilidad de gestionar la enfermedad de Chagas y la transmisión en el nivel de atención primaria. El equipo interdisciplinario estaba formado por agentes de salud comunitarios y personal sanitario para reclutar a personas infectadas de Chagas para el estudio, médicos, enfermeras, trabajadores de laboratorio y agentes comunitarios. También había un pediatra y un cardiólogo de guardia. Cada uno de ellos recibió formación en patología, parasitología, ecoepidemiología y en cómo prevenir, diagnosticar y controlar la enfermedad de Chagas. Se requería la formación de expertos en estos campos respectivos. Examinaron las razones de la falta de adherencia al tratamiento y utilizaron estos conocimientos para mejorar la eficacia de sus intervenciones. Este enfoque interdisciplinario se ha utilizado para formar a muchos equipos de todo Brasil en el manejo de la enfermedad de Chagas.
La medicina tropical también consiste en un enfoque preventivo, especialmente en el aspecto educativo. Por ejemplo, entre 2009 y 2011, la Escuela de Higiene y Medicina Tropical de Londres realizó un estudio de intervención sobre un grupo de trabajadoras del sexo en Uagadugú, Burkina Faso. A 321 personas no afectadas por el VIH se les proporcionó educación sobre el VIH, apoyo psicológico, atención sanitaria general y servicios para la salud reproductiva. Se le dio seguimiento al grupo, trimestralmente, durante 21 meses. En cada seguimiento se les hizo la prueba del VIH y pudieron utilizar las intervenciones preventivas si era necesario. Utilizando modelos basados en la misma población de estudio si no hubiera habido intervenciones, la prevalencia esperada de infecciones por el VIH era de 1,23 infecciones por cada 100 años-persona. En la muestra real con acceso a las intervenciones no se observó ni una sola infección por el VIH en el conjunto de 409 personas-año de seguimiento.

## Investigación tropical en el ejército
A lo largo de la historia, las fuerzas militares estadounidenses se han visto afectadas por muchas enfermedades tropicales. Sólo en la Segunda Guerra Mundial, se calcula que casi un millón de soldados se infectaron con una enfermedad tropical mientras servían. La mayoría de los soldados afectados sirvieron en el Pacífico, especialmente en Filipinas y Nueva Guinea. El paludismo estaba especialmente extendido en el Pacífico, aunque los soldados del sur de Europa y del norte de África también contrajeron enfermedades tropicales. Entre ellas estaban la helmintiasis, la esquistosomiasis, el dengue y la filariasis linfática. La filariasis linfática era un problema tan grave que provocó una evacuación de las tropas estadounidenses de Nueva Guinea y las Islas Tonga por valor de 100 millones de dólares.
Tanto en la guerra de Corea como en la de Vietnam, el ejército estadounidense siguió viéndose afectado por enfermedades tropicales. Las enfermedades más frecuentes que afectaron a sus militares fueron la malaria y el dengue. La hepatitis A, el tifus y la anquilostomiasis fueron otras de las infecciones tropicales que contrajeron las tropas en estos conflictos.
El ejército de Estados Unidos tiene actualmente en marcha ensayos clínicos de vacunas contra la malaria, la infección por adenovirus, el dengue y el VIH/SIDA. Sin embargo, con los recortes presupuestarios de su ejército, estos centros de investigación reciben cada vez menos fondos y ya han perdido muchos contratistas.